# Olympische Sommerspiele 1992/Teilnehmer (Ecuador)
| Gelbes Symbol für Goldmedaillen mit stilisierten Olympischen Ringen | Graues Symbol für Silbermedaillen mit stilisierten Olympischen Ringen | Braundes Symbol für Bronzemedaillen mit stilisierten Olympischen Ringen |
| ------------------------------------------------------------------- | --------------------------------------------------------------------- | ----------------------------------------------------------------------- |
| —                                                                   | —                                                                     | —                                                                       |

Ecuador nahm an den Olympischen Sommerspielen 1992 in Barcelona mit einer Delegation von dreizehn Athleten (sechs Männer und sieben Frauen) an fünfzehn Wettkämpfen in sechs Sportarten teil. Es konnten dabei keine Medaillen gewonnen werden. Fahnenträgerin bei der Eröffnungsfeier war die Judoka María Cangá.

## Teilnehmer nach Sportarten

### Judo
Frauen
- María Cangá
Halbschwergewicht: 16. Platz

### Leichtathletik
| Männer - Jefferson Pérez 20 Kilometer Gehen: DNF - Edy Punina 10.000 Meter: Vorläufe - Rolando Vera Marathon: 43. Platz | Frauen - Janeth Caizalitín 3000 Meter: Vorläufe - Liliana Chalá 400 Meter Hürden: Vorläufe - Miriam Ramón 10 Kilometer Gehen: 36. Platz - Martha Tenorio 10.000 Meter: Vorläufe |

### Radsport
Männer
- Nelson Mario Pons
1000 Meter Zeitfahren: 17. Platz

- Juan Carlos Rosero
Straßenrennen: 43. Platz

### Schießen
Männer
- Hugo Romero
Luftgewehr: 42. Platz
Kleinkaliber, liegend: 49. Platz

### Schwimmen
Frauen
- Priscilla Madera
100 Meter Brust: 40. Platz
200 Meter Brust: 35. Platz

### Tischtennis
Frauen
- María Cabrera
Einzel: Gruppenphase